# Panulirus brunneiflagellum
Panulirus brunneiflagellum is een tienpotigensoort uit de familie van de Palinuridae. De wetenschappelijke naam van de soort is voor het eerst geldig gepubliceerd in 2005 door Sekiguchi & George.